# Maximilian Pekrul
Maximilian Pekrul (* 15. März 1989 in Neuruppin, Kreis Neuruppin) ist ein deutscher Schauspieler.

## Leben
Maximilian Pekrul wuchs in Neuruppin auf. Von 2010 bis 2014 absolvierte er sein Schauspielstudium an der Hochschule für Musik und Theater „Felix Mendelssohn Bartholdy“ in Leipzig.
Von 2012 bis 2014 war er während seines Studiums Mitglied im Studio am Centraltheater Leipzig, wo er in Inszenierungen von Ulrich Rasche, Martina Eitner-Acheampong, Sebastian Hartmann und Enrico Lübbe auftrat. 2014 gastierte er bei den Bad Hersfelder Festspielen. Dort spielte er den ehemaligen Fuhrmann und nunmehrigen Handlanger Utz Käffli in Die Wanderhure
und den Kommissarius und „durchtriebenen Bösewicht“ Rodrigo Rodriguez in Don Quijote (nach Motiven von Cervantes).
Ab der Spielzeit 2014/15 war er bis 2017 als festes Ensemblemitglied am Oldenburgischen Staatstheater engagiert. Hier trat er u. a. in den Rollen  Jossi/Orwar in Die Brüder Löwenherz, als Jack Seward in Dracula, als Feste, der Narr, in Was ihr wollt, als Mr. Semmelrogge in Titanic und in der Titelrolle einer Bühnenfassung von Goethes Briefroman Die Leiden des jungen Werthers auf. Außerdem spielte er dort in der Spielzeit 2015/16 in der Uraufführung des Theaterstücks Fünf Löcher im Himmel von Rocko Schamoni. In der Spielzeit 2017/18 war er gastweise weiterhin am Staatstheater Oldenburg verpflichtet, u. a. als Werther. In der Spielzeit 2019/20 gastierte er an der Komödie am Kurfürstendamm in der Musical-Produktion Rio Reiser – Mein Name ist Mensch.
Pekrul wirkte auch in Film- und Fernsehproduktionen, u. a. in einer durchgehenden Nebenrolle in der Thriller-Serie Beat (2018), mit. In der Krankenhausserie In aller Freundschaft – Die Krankenschwestern (Ausstrahlung: ab November 2018), einem Ableger der Serien In aller Freundschaft und In aller Freundschaft – Die jungen Ärzte, spielte Pekrul einen alten Kumpel aus dem Familienumfeld des zum Hauptcast gehörenden Pflegers Kiran Petrescu (Daniel Rodic). In der 8. Staffel der ZDF-Fernsehserie Letzte Spur Berlin (2019) übernahm Pekrul eine der Episodenrollen als tatverdächtiger, linksradikaler Freund einer verschwundenen jungen Frau. In der 23. Staffel der TV-Serie In aller Freundschaft (2019) spielte Pekrul eine dramatische Episodenhauptrolle als Fitness-Influencer, der an Hodenkrebs erkrankt ist. In der 21. Staffel der ZDF-Serie SOKO Leipzig (2020) war er als tatverdächtiger Freund der Tochter eines vermögenden Logistikunternehmers zu sehen. In der 17. Staffel der ZDF-Serie SOKO Wismar (2020) war er der tatverdächtige Sohn der „Patin“ von Wismar. Im letzten Film der Fernsehreihe Kommissarin Heller, der im Januar 2021 mit dem Titel Panik erstausgestrahlt wurde, verkörperte Pekrul Hellers neuen Kollegen, den Polizeiermittler Timo Lübke. In der 15. Staffel der ZDF-Serie Notruf Hafenkante (2021) übernahm er eine der Episodenhauptrollen als Psychopath und Stalker Lukas Böhm. In der 46. Staffel der ZDF-Serie  Der Alte (2022) war Pekrul in einer Episodenhauptrolle als Barbesitzer Lukas Gerlach und Freund einer ermordeten Jura-Studentin zu sehen.
Er lebt in Berlin.

## Filmografie (Auswahl)
- 2017: Magical Mystery oder die Rückkehr des Karl Schmidt (Kinofilm)
- 2018: Beat (Fernsehserie)
- 2018: In aller Freundschaft – Die Krankenschwestern: Erste Hilfe (Fernsehserie, eine Folge)
- 2019: Letzte Spur Berlin: Familienbande (Fernsehserie, eine Folge)
- 2019: In aller Freundschaft: Vereint und entzweit (Fernsehserie, eine Folge)
- 2020: Blutige Anfänger: Selfie, Mord und Totschlag (Fernsehserie, eine Folge)
- 2020: SOKO Leipzig: Die Verwechslung (Fernsehserie, eine Folge)
- 2020: SOKO Wismar: Trittbrettfahrer (Fernsehserie, eine Folge)
- 2021: Kommissarin Heller: Panik (Fernsehreihe)
- 2021: Notruf Hafenkante: Spurlos (Fernsehserie, eine Folge)
- 2021: SOKO Potsdam: Leben lassen (Fernsehserie, eine Folge)
- 2022: Der Alte: Zeugen der Anklage (Fernsehserie, eine Folge)
- 2023: Der Greif (Fernsehserie)
- 2023: In aller Freundschaft – Die jungen Ärzte: Kopfgewitter (Fernsehserie, eine Folge)